# Auguste Bouvier
Auguste Bouvier (* 16. Februar 1826 in Genf; † 2. November 1893 ebenda) war ein Schweizer reformierter Theologe.

## Leben
Auguste Bouvier wurde am 16. Februar 1826 in Genf als Sohn des Pfarrers Barthélemy Bouvier geboren. Er studierte von 1845 bis 1851 Theologie an den Universitäten Genf sowie Berlin und wurde Gehilfe von Adolphe Monod beim Pariser Evangelisationswerk, dessen Tochter Louise er 1854 heiratete. 1853 war er als Pfarrer an der Französischen Kirche in London tätig, übernahm dann aber im Folgejahr eine Pfarrstelle in Céligny und 1857 eine solche im Quartier St. Gervais in Genf. 1861 legte er sein Pfarramt nieder und wurde an die Universität Genf als Professor für Apologetik und Homiletik berufen; vier Jahre danach unterrichtete er auch Dogmatik. Am 2. November 1893 verstarb er in Genf.
In seiner theologischen Richtung namentlich durch Schleiermacher beeinflusst, erstrebte Bouvier eine Vermittlung der sogenannten evangelischen Partei, der er anfangs zugetan war, mit der liberalen Theologie.

## Werke
- Etudes sur les conditions du développement social du Christianisme (1851)
- Le chrétien ou l’homme accompli (1857)
- Sermons (2 Bde., 1860–62)
- L'apologétique actuelle (1866)
- La Chrétienté et la Question sociale (1869)
- La révélation (1870)
- Les sciences théologiques au XIXe siècle (1871)
- L'Esprit du Christianisme (1877)
- Époques et caractères bibliques (1877)
- La faculté de théologie de Genève pendant le XIXe siècle (1878)
- La compagnie des pasteurs de Genève (1878)
- Le pasteur John Bost, esquisse biographique (1881; 5. Aufl. 1882)
- Paroles de Foi et de Liberté (1882)
- Le Maître des Orateurs populaires: Jésus (1882)
- Le Divin d'après les Apôtres (1883)
- Le protestantisme à Genève (1884)
- Nouvelles Paroles de Foi et de Liberté (1885)
- La conscience moderne et la doctrine du péché (1886)
- Théologie systematique (1887)